# Villa aldabrae
Villa aldabrae är en tvåvingeart som beskrevs av Greathead 1976. Villa aldabrae ingår i släktet Villa och familjen svävflugor. Inga underarter finns listade i Catalogue of Life.